# 1791
Năm 1791 (MDCCXCI) là một năm thường bắt đầu vào thứ bảy theo lịch Gregory (hoặc năm thường bắt đầu vào thứ tư theo lịch Julius chậm hơn 11 ngày).

## Sự kiện

### Tháng 6
- Trần Quang Diệu tấn công Trấn Ninh tiêu diệt tù trưởng Thiệu Kiểu, thiệu Đế.

### Tháng 8
- Trần Quang Diệu đánh bại Quy Hợp.

### Tháng 10
- Trần Quang Diệu tấn công Vạn Tượng, vua Vạn Tượng Chao Nan trốn sang Xiêm.